# Piel naranja
Piel naranja es una telenovela argentina creada por Alberto Migré, uno de los autores de telenovelas más exitosos del país, que fue emitida originalmente por Canal 13 en el año 1975. Está protagonizada por Marilina Ross, Esteban Velez y Arnaldo André, y coprotagonizada por José María Langlais, China Zorrilla, Elena Lucena, Antuco Telesca, María Valenzuela y Raúl Taibo, contando también con las actuaciones especiales de Paquita Más, el primer actor Raúl Rossi, la participación de Haydeé Padilla como actriz invitada y la presencia estelar de Fernanda Mistral. Logró índices de audiencia históricos y es muy recordada hasta el día de hoy por ser una de las primeras ficciones de este género que tuvo un desenlace trágico, quebrando por completo el esquema tradicional del «final feliz» de casi todas las telenovelas emitidas hasta ese momento.
Piel naranja fue filmada en blanco y negro, puesto que todavía en Argentina no había llegado la televisión en color (recién comenzarían las transmisiones en color con el Campeonato Mundial de Fútbol Argentina 1978 y consolidándose en 1980). Sin embargo, contaba con innumerables exteriores, así como también fondos musicales propios, especialmente las canciones de Marilina Ross, como por ejemplo el tema Quereme... tengo frío.
Sus episodios eran de 2 horas aproximadamente y se emitían una vez por semana.
Fue el programa más visto en 1975 y la consagración actoral protagónica en telenovelas de Arnaldo André, quien a partir de ese momento iniciaría una extensa carrera dedicada en gran parte a este género televisivo.

## Secuela
Luego de 27 años de su emisión original, en 2002 fue reemitida por el canal argentino de cable Volver.
Durante el mes de enero de 2004, Canal 13 emitió Piel Naranja...años después, como una continuación de la historia original, también supervisada por el mismo Alberto Migré. Esta idea surgió como parte de un reality show en el que el premio consistía en un papel protagónico para una actriz desconocida.
Es así como se emitieron 4 episodios (esta vez en color) en donde predominaban los flashback (recuerdos del pasado) con la telenovela original, a raíz del trágico final de la historia de 1975.
Esta secuela fue protagonizada por:
- Arnaldo André
- Leonor Benedetto
- Diego Olivera
- Carla Pandolfi (ganadora del reality show)
- y la actuación especial de Marilina Ross.

Desde agosto de 2007 hasta abril de 2008, Piel naranja fue nuevamente emitida por el canal Volver los sábados en horario estelar.

## Elenco

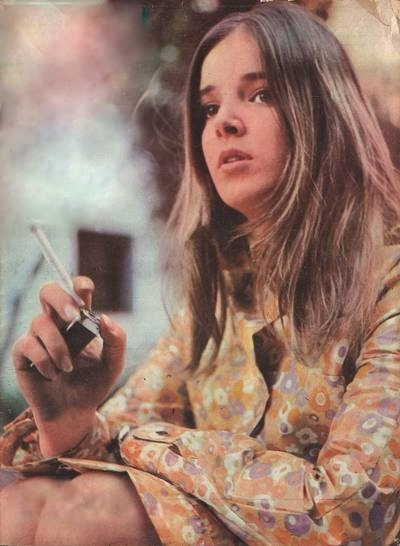
Marilina Ross interpreta a Clara Romero de Salazbau

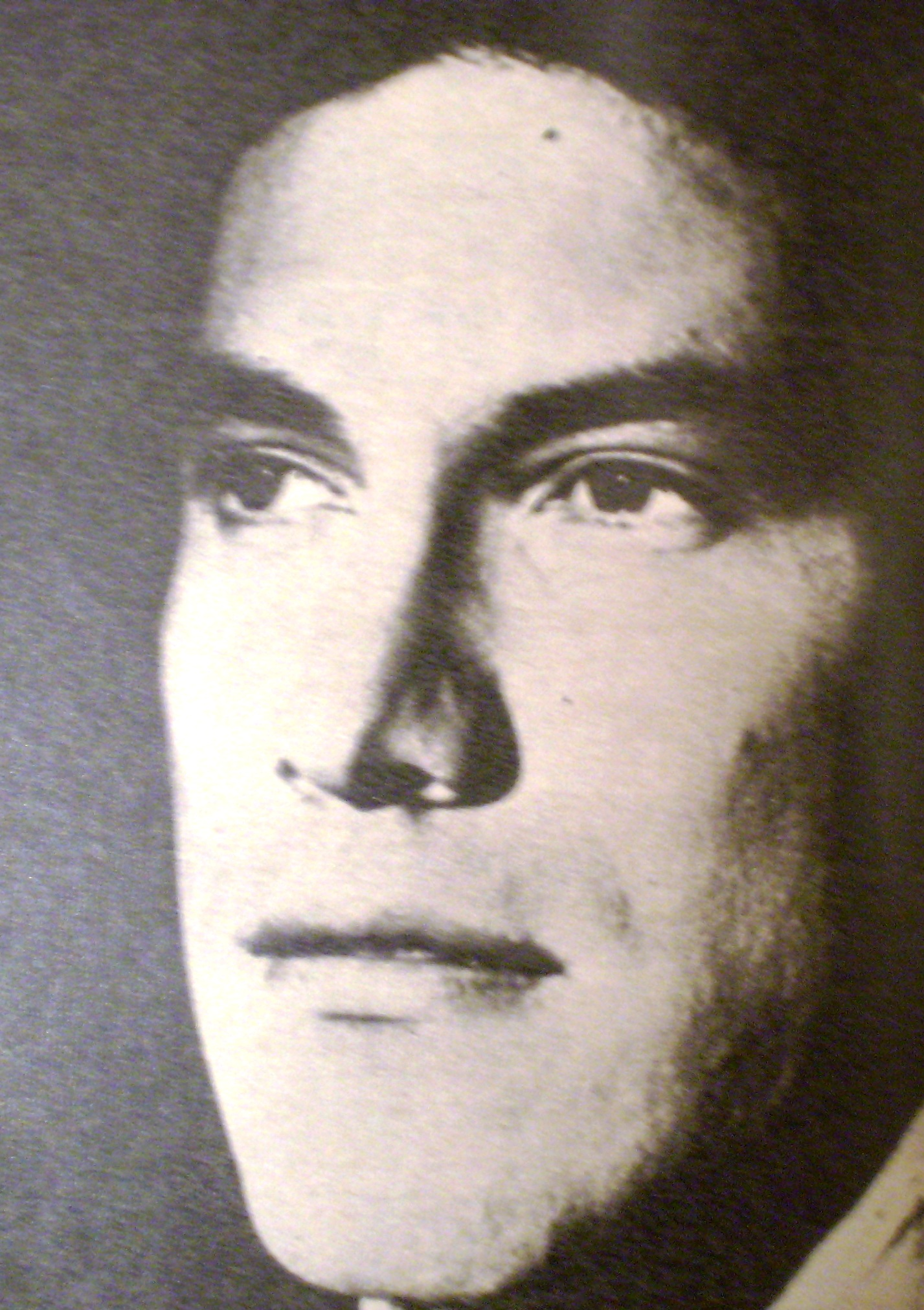
Arnaldo Andre interpreta a Juan Manuel Alinari

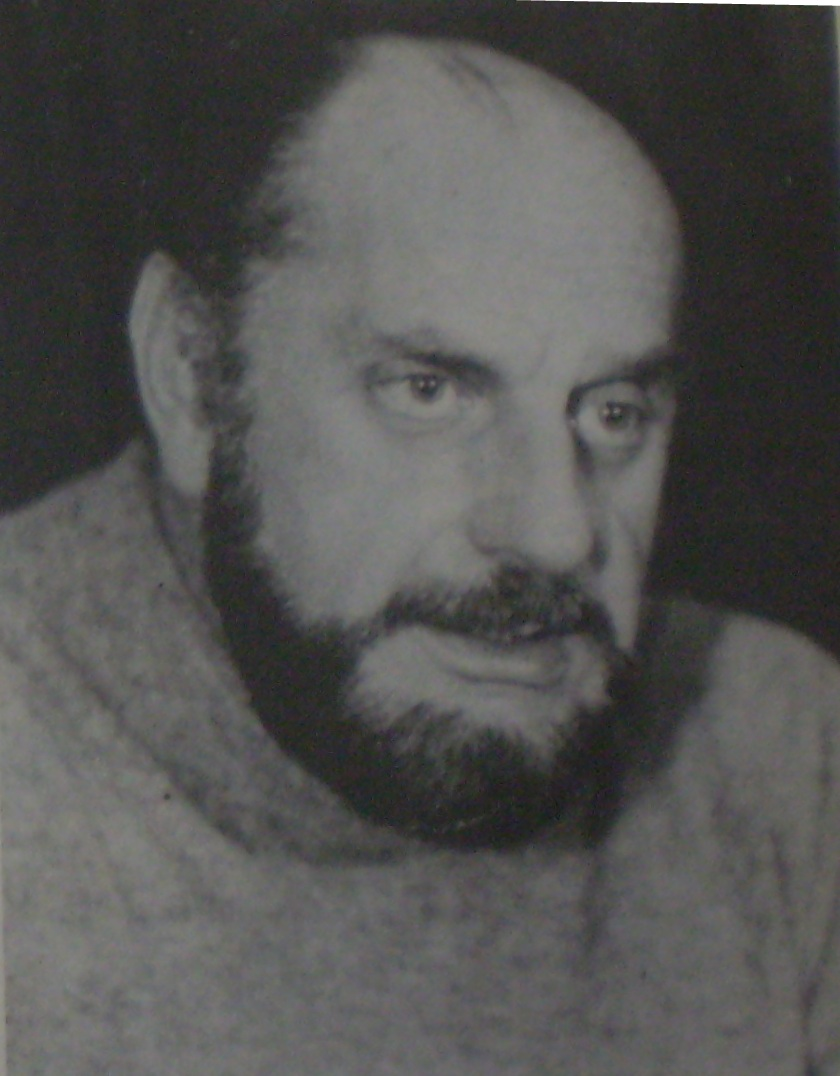
Raúl Rossi interpreta a Joaquín Salazbau

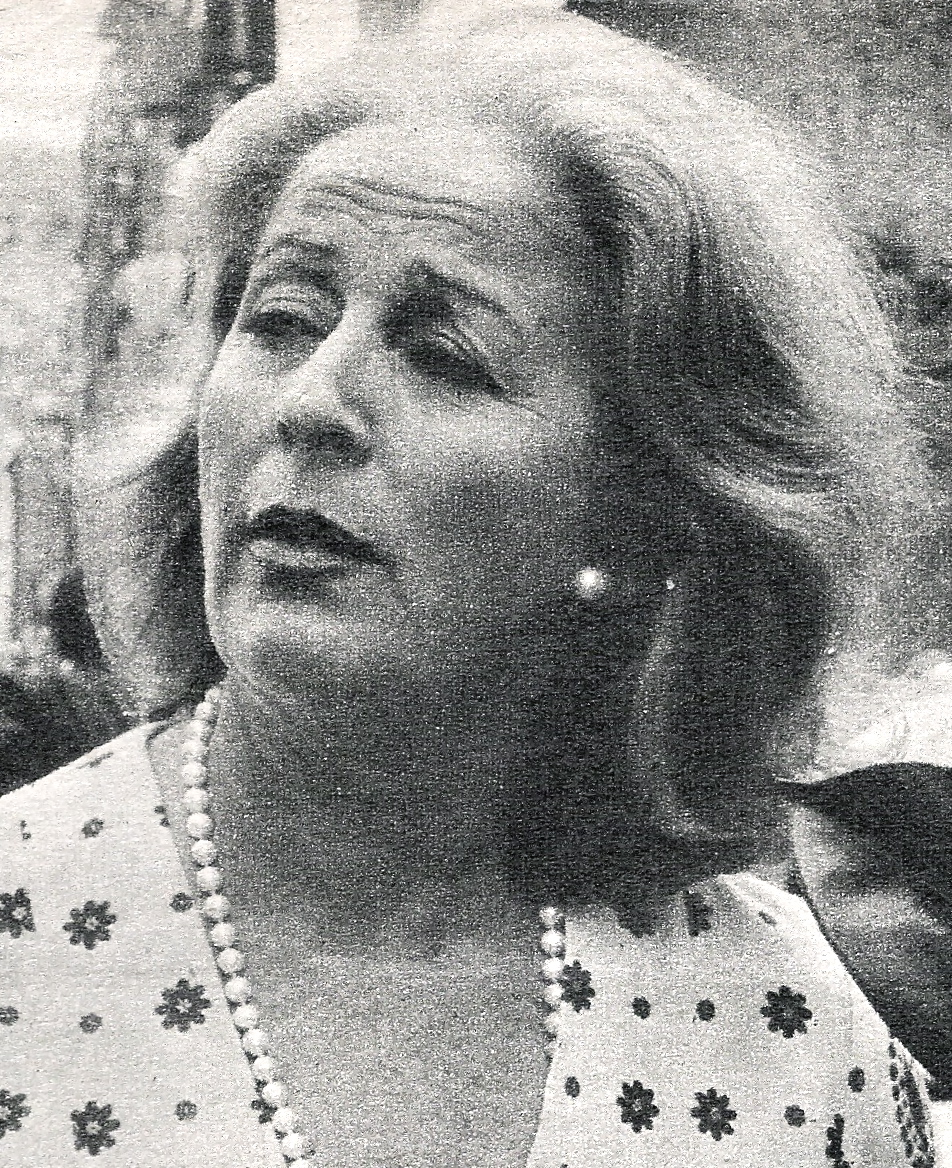
China Zorilla interpreta a Elena Romero

- Arnaldo André: Juan Manuel Alinari
- Marilina Ross (María Celina Parrondo): Clara Romero de Salazbau
- Raúl Rossi: Joaquín Salazbau
- China Zorrilla: Elena Romero
- María del Carmen Valenzuela: María Lidia Marilí Salazbau
- Raúl Taibo: Marcelo Quelo Salazbau
- Noemí del Castillo: Clotilde
- Fernanda Mistral: Cristina Galperín
- José María Langlais: el Dr. Castillo
- Antuco Telesca: Benjamín
- Elena Lucena: Angélica
- Paquita Más: Amparo
- Pablo Codevila: Mitaí
- Marta Gam: Asunción
- Mario Giusti: Matías
- Haydée Padilla (la Chona): Yolanda
- Marta Albertini: Idelma
- Dorys del Valle: Alina Saracho
- María Eugenia Daguerre: Luisa
- Aimara Bianquet: Blanca
- Nora Kaleka: Luisa.
- Blanca Lagrotta: Iris
- Marita Battaglia: Otilia
- Gabriel Laborde: Gabriel (Sobrino de Benjamín)
- Blanca del Prado: Madre de Yolanda.
- Leopoldo Verona (Detective Ezequiel Corvalán)
- María Esther Leguizamón (Angelita)
- Sara Aigen (Frida Koller)

Colaboraron:
- Mirtha Basso
- Edelma Rosso (Lira Toscano)
- Marisa Garrigó (chica en la calle, y mesera)
- Margarita Luro
- Adrián Guille
- Armando Parente
- Alberto Drago
- Pacheco Fernández
- Roberto Morano
- Alicia Porro
- Héctor Bozzano
- María del Pilar Botana
- Gabriela Peret
- Cuerpo de baile de la Casa Paraguaya de Buenos Aires. Director: Adriano Cuenca (capítulo 31)

### Equipo técnico
- Relator: Julio César Bartón
- Escenografía: Antón
- Iluminación: Francisco Palau/Adolfo Abate/ Alfredo Sanjuán
- Sonido-musicalización: Hirthe, Urquiza, Giardini, Camblor, Martínez, Christiansen, Quintana, Milani
- Cámaras: Fernández, Brusco, Hoppe, Nicora, Isse, Solleiro,Sinito, Biscayart, Schmidt, Lázzaro, Castillo, Libonatti, Lembo, Terrile
- Operador de Video: Miranda, Bovero, Petrillo
- Edición técnica: Arias, Prado
- Asistente de dirección: Víctor Selandari / Jesuan Valencia
- Asesor de vestuario: Guillermo Blanco
- Director: Carlos Berterreix
- Creación y producción general: Alberto Migré
- Tema musical: Nocturno en Do menor de Federico Chopin. Orquesta de Alain Debray

## Historia
Piel naranja cuenta la historia de un dramático triángulo amoroso integrado por Clara (Marilina Ross), Juan Manuel (Arnaldo André) y Joaquín (Raúl Rossi). Este último casado con ella, llevando una gran diferencia de edad entre ellos y un matrimonio infeliz dominado por los celos posesivos a raíz de su impotencia.
El conflicto comienza cuando Clara (o la Sra. Clarita, como es llamada en la historia para marcar su irreal apariencia y ocultando su juventud) conoce a Juan Manuel, un muchacho paraguayo humilde, dueño de un almacén de barrio. Allí comienza poco a poco a nacer entre ellos un amor que los enfrenta a prejuicios familiares muy fuertes, puesto que si bien ellos son de la misma generación, ella está casada con un hombre mayor que la asfixia con sus celos cada vez mayores.
A lo largo de la historia, y manteniendo el estilo clásico de Alberto Migré, esta telenovela permite conocer la cultura paraguaya (además de la porteña argentina), sus bailes, sus paisajes (muchas escenas fueron filmadas en Paraguay), sus costumbres así como su idioma. Muchos diálogos estaban en guaraní (subtitulados). Gracias a ello, y reafirmando siempre la historia de amor principal, se popularizó la frase Rohaihú (‘te quiero’) en la sociedad argentina, que el personaje paraguayo de Juan Manuel le enseñó a decir a Clara.

## El final
Piel naranja fue una de las primeras telenovelas que rompió el modelo tradicional de «final feliz» en este género. En el momento cumbre de la historia de amor, se anuncia la resolución del triángulo amoroso al decidir el personaje de Clara quedarse finalmente con Juan Manuel; pero presa de los grandes miedos de su celoso y posesivo marido, escapa con su amante a Paraguay. Sin embargo, en la escena final de la historia, Joaquín los encuentra y fuera de sí de ira los mata con un revólver a tiros, dándole a él mismo también un ataque cardiaco muriendo así los tres protagonistas principales de esta novela. De manera tajante, esta historia finalizaba dejando totalmente sorprendido al público que no esperaba jamás un desenlace tan trágico y de alguna manera dejando sin final al resto de los personajes.
El mismo autor reveló años más tarde en un reportaje que en esa época (años 70) el programa era muy cuestionado, ya que planteaba que la telenovela era inmoral porque se trataba el tema de la infidelidad y se incitaba a ello, cuando en verdad no lo era. Alberto Migré calificó a Piel naranja como avanzada para su época no solo por su final, sino también por los temas que fue tratando incluyendo la sexualidad a través de la impotencia, y sumado al contexto histórico que atravesaba el país en ese momento.
Sin embargo y a pesar de «romper la regla», Migré supo lograr una de las telenovelas más exitosas de la historia de la televisión argentina, repitiendo un fenómeno que también se dio con otras de sus ficciones (como Rolando Rivas, taxista, 1972) que es el hecho de que a más de 30 años de haberse emitido el programa, la gente aún la recuerde y hable de ella como si el tiempo no hubiera transcurrido, tomándose como referencia muy frecuentemente en los programas actuales de televisión.

## Adaptación
- El Canal 13 de Chile realizó una adaptación en 1982 titulada "Celos", protagonizada por Ximena Vidal, José María Langlais y Ramón Farías.
- Amor prohibido de 1986 con Verónica Castro.

- Datos: Q2883242